# Stijn Schaars
Stefanus "Stijn" Johannes Schaars (Gendt, 11 de enero de 1984) es un exfutbolista neerlandés que fue profesional entre 2003 y 2019. Schaars era un centrocampista defensivo que también jugaba por la izquierda.

## Trayectoria
Comenzó su carrera en el Vitesse Arnhem en el cual debutó el 9 de marzo de 2003 con una derrota por 4-1 ante el FC Utrecht. En 2005 fue transferido al AZ Alkmaar. En julio de 2013 se confirma su traspaso al PSV Eindhoven por tres temporadas.
Al término de la temporada 2018-19 se retiró como futbolista profesional tras militar las últimas temporadas de su carrera en el SC Heerenveen.
En mayo de 2020, el PSV Eindhoven hizo oficial su vuelta al club para trabajar como entrenador asistente en el equipo sub-17.

## Selección nacional
Su debut en la selección de fútbol de los Países Bajos fue el 16 de agosto de 2006 ante la selección de la República de Irlanda. También fue el capitán de la selección que ganó la Eurocopa Sub-21 de 2006. Fue seleccionado para disputar la Copa Mundial de Fútbol de 2010, donde su selección llegó a disputar la final, perdiendo ante España por 0-1. No disputó ningún partido en esta competición.

### Participaciones en Copas del Mundo
| Mundial                        | Sede      | Resultado  | Partidos | Goles |
| ------------------------------ | --------- | ---------- | -------- | ----- |
| Copa Mundial de Fútbol de 2010 | Sudáfrica | Subcampeón | 0        | 0     |

### Participaciones en Eurocopas
| Eurocopa                | Sede              | Resultado    |
| ----------------------- | ----------------- | ------------ |
| Eurocopa Sub-21 de 2006 | Portugal          | Campeón      |
| Eurocopa 2012           | Polonia y Ucrania | Primera fase |

## Clubes
| Club               | País         | Año       |
| ------------------ | ------------ | --------- |
| Vitesse Arnhem     | Países Bajos | 2003-2005 |
| AZ Alkmaar         | Países Bajos | 2005-2011 |
| Sporting de Lisboa | Portugal     | 2011-2013 |
| PSV Eindhoven      | Países Bajos | 2013-2016 |
| Jong PSV           | Países Bajos | 2014-2016 |
| SC Heerenveen      | Países Bajos | 2016-2019 |

## Palmarés

### Campeonatos nacionales
| Título                        | Club          | País         | Año     |
| ----------------------------- | ------------- | ------------ | ------- |
| Eredivisie                    | AZ Alkmaar    | Países Bajos | 2008-09 |
| Supercopa de los Países Bajos | AZ Alkmaar    | Países Bajos | 2009    |
| Eredivisie                    | PSV Eindhoven | Países Bajos | 2014-15 |
| Supercopa de los Países Bajos | PSV Eindhoven | Países Bajos | 2015    |
| Eredivisie                    | PSV Eindhoven | Países Bajos | 2015-16 |

### Copas internacionales
| Título                  | Club                                    | País     | Año  |
| ----------------------- | --------------------------------------- | -------- | ---- |
| Eurocopa Sub-21 de 2006 | Selección de fútbol de los Países Bajos | Portugal | 2006 |